# Катастрофа на авіашоу у Далласі
Катастрофа на авіашоу в Далласі — авіаційна катастрофа, що відбулася 12 листопада 2022 року, коли два літаки часів Другої світової війни, Boeing B-17 Flying Fortress і Bell P-63 Kingcobra, зіткнулися в повітрі і розбилися під час авіашоу Wings Over Dallas у Виконавчому аеропорту Далласа в Далласі, штат Техас. Зіткнення сталося близько 13:25 за місцевим часом. Авіашоу, приурочене до святкування Дня ветеранів, було організовано Пам'ятними ВПС.
Обидва літаки повністю зруйнувалися. Офіційні особи повідомили, що екіпаж B-17 складався з п'яти осіб, у кабіні P-63 була одна людина. Всі 6 членів екіпажу в обох літаках загинули. FAA та NTSB розпочали розслідування аварії.

## Аварія
Згідно зі свідками і відео, розміщеними в соціальних мережах, P-63F виконував високошвидкісний розворот на злітно-посадкову смугу, втрачаючи висоту. Він зіткнувся з B-17 у лівій задній частині зверху, відірвавши фюзеляж B-17 від точки одразу за його крилами. Обидва літаки розвалилися на частини і через кілька секунд впали на землю, спалахнувши.

## Літаки
B-17, що потрапив у аварію, називався «Texas Raiders», і був побудований фірмою Douglas-Long Beach B-17G-95-DL з реєстраційним номером N7227C. Вступив на озброєння у 1945 році. Це був один з небагатьох уцілілих літаків B-17 Flying Fortress, які залишилися придатними до польотів.. Другий задіяний літак був ідентифікований як P-63F-1-BE Kingcobra з реєстраційним номером N6763, який вперше надійшов на озброєння в 1946 році та експлуатувався Авіаційним музеєм American Airpower Heritage.